# Татјана Римска
Света Татјана је била римска хришћанка и ђакониса при Цркви, с почетка 3. века.
По смрти цара Хелиогабала цароваше у Риму цар Александар Север, чија мајка Мамеја беше хришћанка. Сам цар беше толерантан у вери, због чега држаше у свом двору кип Исусов и Аполонов, и Аврамов и Орфејев. Али доглавници његови гоњаху хришћане и без наредбе цареве. Једног дана, правник Улпијан је ухватио Тијану и покушао да је натера да принесе жртву Аполону. Према легенди, она се помолила и изненада је земљотрес уништио идола и део храма. Када изведоше Татјану на мучење, она се мољаше Богу за своје мучитеље. И гле, они видеше четири анђела око мученице. Видећи то, осам њих повероваше у Христа, због чега бише и они мучени и убијени. Свету Татјану продужише мучити: шибаху је, одсецаху јој месо, стругаху је железом, и тако сву изнакарађену и искрвављену бацаху је увече у тамницу да би је сутрадан опет ударали на нове муке. Но Бог пошиљаше анђеле Своје у тамницу, те је храбраху и ране јој исцељиваху, тако да се Татјана свако јутро јављаше пред мучитељима потпуно здрава. Бацише је пред гладног лава, но лав се умиљаваше око ње и не нашкоди јој ништа. Остригоше јој косу мислећи, да јој је у коси скривена нека враџбина. На крају, изведоше је, заједно са њеним оцем, и посекоше обоје мачем. Убијена је око 225. године.
Православна црква слави је 12. јануара по црквеном, а 25. јануара по грегоријанском календару.